# Kanton Besançon-5
Der Kanton Besançon-5 ist ein französischer Wahlkreis im Département Doubs in der Region Bourgogne-Franche-Comté. Er umfasst einen Teilbereich der Stadt Besançon und 15 weitere Gemeinden im Arrondissement Besançon. Bei der landesweiten Neuordnung der französischen Kantone wurde er 2015 neu geschaffen mit Besançon als Hauptort (frz.: bureau centralisateur).

## Gemeinden
Der Kanton besteht aus 15 Gemeinden und Gemeindeteilen mit insgesamt 32.876 Einwohnern (Stand: 1. Januar 2022) auf einer Gesamtfläche von 52,28 km²:
| Gemeinde          | Einwohner 1. Januar 2022 | Fläche km² | Dichte Einw./km² | Code INSEE | Postleitzahl |
| ----------------- | ------------------------ | ---------- | ---------------- | ---------- | ------------ |
| Amagney           | 937                      | 13,13      | 71               | 25014      | 25220        |
| Besançon          | 10.796                   | 5,13       | 2.104            | 25056      | 25000        |
| Deluz             | 627                      | 8,03       | 78               | 25197      | 25960        |
| Fontain           | 1.200                    | 21,25      | 56               | 25245      | 25660        |
| Gennes            | 676                      | 7,18       | 94               | 25267      | 25660        |
| La Chevillotte    | 143                      | 7,68       | 19               | 25152      | 25620        |
| La Vèze           | 495                      | 5,27       | 94               | 25611      | 25660        |
| Mamirolle         | 1.974                    | 14,46      | 137              | 25364      | 25620        |
| Montfaucon        | 1.608                    | 7,25       | 222              | 25395      | 25660        |
| Morre             | 1.321                    | 5,27       | 251              | 25410      | 25660        |
| Nancray           | 1.300                    | 16,48      | 79               | 25418      | 25360        |
| Novillars         | 1.345                    | 2,02       | 666              | 25429      | 25220        |
| Roche-lez-Beaupré | 2.185                    | 5,63       | 388              | 25495      | 25220        |
| Saône             | 3.142                    | 20,55      | 153              | 25532      | 25660        |
| Vaire             | 805                      | 14,04      | 57               | 25575      | 25220        |
| Kanton Besançon-5 | 28.554                   | 153,37     | 186              | 2508       | –            |

1. ↑   Nur der südöstliche Teil der Gemeinde, der Rest verteilt sich auf die Kantone Besançon-1, Besançon-2, Besançon-3, Besançon-4 und Besançon-6.

## Veränderungen im Gemeindebestand seit 2016
2025: Fusion Le Gratteris und Mamirolle → Mamirolle
2019: Fusion Arguel (Kanton Besançon-6) und Fontain → Fontain
2016: Fusion Vaire-Arcier und Vaire-le-Petit → Vaire

## Politik
| Vertreter im Departementrat | Vertreter im Departementrat     | Vertreter im Departementrat |
| Amtszeit                    | Namen                           | Partei                      |
| --------------------------- | ------------------------------- | --------------------------- |
| 2015–2021                   | Catherine Cuinet Ludovic Fagaut | DVD LR                      |
| 2021–                       | Valérie Maillard Ludovic Fagaut | LR                          |